# Sulpicia Dryantilla
Sulpicia Dryantilla (overleden in 260) was de vrouw van Regalianus, Romeins usurpator tegen Gallienus. Ragalianus gaf haar de titel van Augusta om zijn claim als wettig te erkennen. Over het algemeen is er niet veel over haar bekend. Ze was de dochter van Claudia Ammiana Dryantilla en Sulpicius Pollio, een talentvol senator en officier onder Caracalla. Ze overleed in 260 met haar man, doordat ze gedood werd door een coalitie van zijn eigen mensen en de Rhoxolani. 